# Solkraft

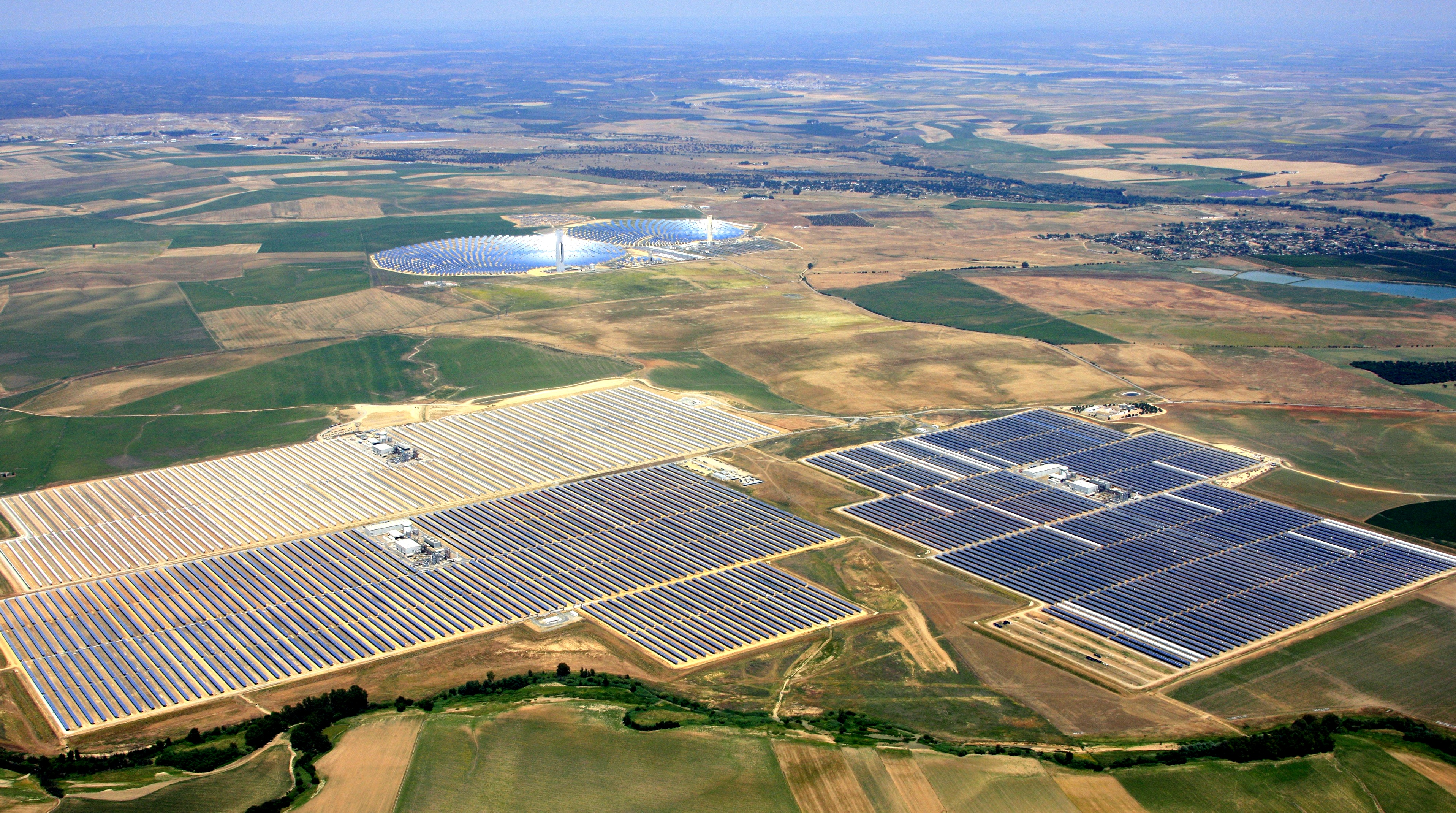
Solnova solkraftverk i Spanien.

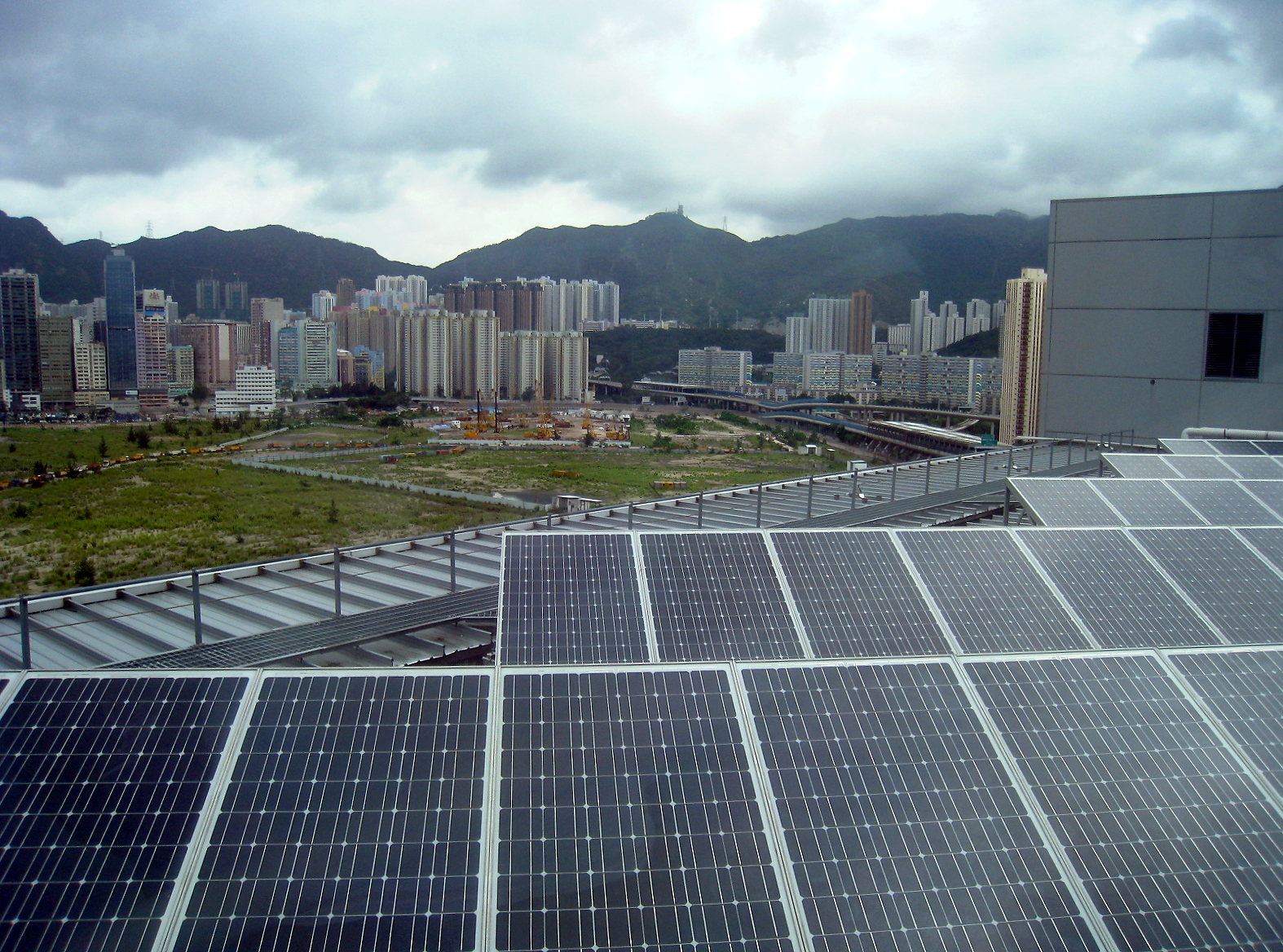
Solkraftverk i Hongkong.

Solkraft är omvandlandet av solljus till användbar elektricitet antingen direkt med hjälp av fotovoltaik (solceller) eller indirekt med hjälp av termisk solkraft. Anläggningar som producerar elektricitet genom solkraft kallas solkraftverk och elen som produceras kallas solel.

## Typer av solkraft

### Solceller
Solceller bygger på fotovoltaik som omvandlar ljus till elektricitet genom den fotovoltaiska effekten.

### Termisk solkraft
Termisk solkraft använder speglar eller linser för att fokusera mycket solljus mot en mindre yta. Det koncentrerade ljuset värmer upp något medium i den mottagande ytan, som i sin tur driver en värmemaskin (vanligen en ångturbin) som är kopplad till en elektrisk generator.

## Ekonomi

### Installation
Typiska kostnadsfaktorer för solenergi inkluderar kostnaden för modulerna, ramverket för att montera dem, ledningar, växelriktare, arbetskostnader, eventuell plats som kan krävas, nätanslutning, underhåll och den solinstrålning som platsen kommer att få. Den initiala investeringen som krävs för att köpa och installera solpaneler kan vara betydande.
Solcellssystem förbrukar inget bränsle och modulerna har normalt en livslängd på 25-40 år. Således står kostnaderna för startkapital och finansiering för 80 till 90 procent av kostnaden för solenergi.

### Kostnad per watt
Med tiden har kostnaderna för solenergimoduler med hög effekt minskat avsevärt. Från och med 1982 var kostnaden per kW cirka 27000 US-dollar och 2006 sjönk kostnaden till cirka 4.000 US-dollar per kW. Ett solcellssystem kostade 1992 ca 16000 US-dollar per kW, och 2008 sjönk kostnaden till ca 6.000 US-dollar per kW.

### Prestanda beroende på plats
Solenergins prestanda i regionen beror på solstrålningens intensitet, som varierar under dagen och året och beror på latitud och klimat. Utgångseffekten för ett solcellssystem beror också på omgivningstemperatur, vindhastighet, solspektrum, lokala föroreningsförhållanden och andra faktorer. 
I norra Eurasien, Kanada, delar av USA och Patagonien i Argentina tenderar landbaserad vindkraft att vara den billigaste energikällan, medan det i andra delar av världen främst är solenergi (eller mer sällan en kombination av vindkraft, solenergi och annan koldioxidsnål energi) som anses vara den bästa energikällan.